# Lee Sun-hee
Lee Sun-hee, född 21 oktober 1978 i Seoul, är en sydkoreansk taekwondoutövare och OS-mästare.
Hon tog OS-guld i mellanviktsklassen i samband med de olympiska taekwondo-turneringarna 2000 i Sydney.